# Killing Stalking
Killing Stalking (hangul: 킬링 스토킹) é um manhwa sul-coreano escrito e ilustrado por Koogi. Foi publicado online em coreano e inglês pela Lezhin Comics e ganhou o Grande Prêmio de ₩100 milhões no Segundo Concurso Mundial de Quadrinhos da Lezhin.
A série foi licenciada em inglês em formato impresso pela Seven Seas Entertainment. Uma adaptação para a televisão em live-action foi anunciada em 24 de fevereiro de 2022.

## Enredo
A história segue Yoon Bum, um jovem doente mental com um passado difícil. Depois de se apaixonar por Oh Sangwoo, um colega de seu tempo no exército que o salvou de uma tentativa de estupro, ele decide entrar na casa de Sangwoo enquanto ele está fora de casa. Yoon Bum encontra uma mulher amarrada e machucada no porão de Sangwoo e antes que ele seja capaz de libertá-la, ele é descoberto por Sangwoo, que revela ser um serial killer. Sangwoo então quebra seus tornozelos e apesar do amor anterior de Yoon Bum por ele, Sangwoo coloca Bum em um relacionamento altamente abusivo e manipulador até o fim.

## Personagens
- Yoon Bum (윤범)

Yoon Bum é o personagem principal de Killing Stalking. Devido à morte de seus pais quando ele era pequeno, Yoon Bum foi entregue à sua avó e ao seu tio, com este último abusando severamente dele, estuprando-o e deixando-o passar fome, fazendo de Yoon Bum uma vítima de abuso por toda a vida, já que também sofreu bullying na escola, foi abusado sexualmente e estuprado no exército e Sangwoo também abusou dele de várias maneiras. 
Yoon Bum é um indivíduo quieto, tímido, retraído e sensível que sofre de transtorno de personalidade borderline e frequentemente tem dificuldades sociais. Vendo o afeto por ele como um sinal de amor, Yoon Bum se apega facilmente a pessoas que lhe demonstram afeto devido ao seu desejo solitário por isso, já que nunca o havia recebido antes. Lidando com o abuso do tio, a solidão e a sensação de que ninguém o necessita, Yoon Bum costumava cortar os pulsos para lidar com a situação. 
- Oh Sangwoo (오상우)

Oh Sangwoo é o segundo personagem principal de Killing Stalking, o principal antagonista. Por trás de sua falsa fachada em público, ele é, na verdade, um indivíduo cruel e implacável que sequestra, tortura e mata pessoas, sem demonstrar absolutamente nenhuma misericórdia para com suas vítimas ou remorso por qualquer uma de suas ações. Ele é altamente narcisista e despreza a todos, fingindo que realmente se importa com os outros, apenas para atacá-los com hostilidade honesta quando tem vontade.
- Yang Seungbae (양승배)

Yang Seungbae é um ex-investigador que foi rebaixado a policial patrulheiro. Conforme observado por seu superior, ele parece se intrometer demais nas investigações e confiar em suas intuições (geralmente precisas), mesmo na ausência de evidências. Obediente e propenso ao ceticismo, ele frequentemente questiona as conclusões dos outros. Essas características se mostram prejudiciais, pois lhe custam sua posição na equipe de investigação.